# Федеративна грамота
Федеративна грамота — грамота, видана Гетьманом України Павлом Скоропадським 14 листопада 1918 року в умовах поразки союзної Німецької імперії в Першій світовій війні, що виголошувала прагнення щодо включення України до складу небільшовицької Росії на засадах федеративного суб'єкту.

## Історичні передумови
Наприкінці жовтня — на початку листопада 1918 року Німецька імперія доживала свої останні дні та була змушена виводити свої війська з території України, що пожвавило підготовку агресії з боку Радянської Росії. Паралельно між членами та керівництвом Національного Союзу з одного боку та гетьманом з іншого посилювалось непорозуміння та політичне тертя. Ця ситуація створила серйозну небезпеку для Української Держави, яка через протидію німецького командування фактично залишилася без боєздатного війська, і вимагала зміни політичного курсу на зближення з державами Антанти, а, відповідно, і з російськими правими колами.
Так, 31 жовтня граф Йоханнес Граф фон Берхем, тимчасовий повірений у справах Німецької імперії в Києві, усвідомлюючи становище гетьмана Скоропадського, доповідав імперському міністерству закордонних справ у Берліні:
|  | Зрозуміло, що гетьман з огляду на загальне політичне становище та послаблення Німеччини у зв'язку з втратою нею союзників має застрахувати себе на той випадок, якщо Антанта… почне боротьбу проти Москви і тим самим остаточно завоює собі симпатії небільшовицьких великоросійських кіл, що знаходяться в Україні. Становище гетьмана щодо Антанти, яка розглядає його як німецького ставленика, може зміцнитися лише в тому разі, якщо він примирить зі своєю політикою обґрунтування Української держави великоруські кола, що прагнуть боротьби з більшовизмом… Зрозуміло, ця політика в певному відношенні суперечить переконанням українських націоналістів… Вони побоюються, що спільний виступ гетьмана з великоросійськими військовими організаціями спричинить небажаний вплив на збереження їхньої національної самостійності. Цілком враховуючи точку зору українських партій, я все ж вважаю правильним, що гетьман вже зараз приймає можливі заходи охорони від небезпеки, що загрожує йому особисто з боку Антанти та великоросійських кіл. Він правильно вважає, що з цими двома силами, роль яких у східній політиці величезна, його може об'єднати спільна боротьба з більшовизмом. Разом з тим, він не бажає зв'язувати себе відносно своєї майбутньої позиції щодо Росії. |

## Зміст
У змісті грамоти оголошувалися
- Україна пережила Першу Світову Війну і першою встановила порядок і законність в своїх межах при дружній допомозі Центральних держав.
- Гетьман Павло Скоропадський визначає майбутнє України у співпраці  із державами Антанти, як частини федерації з майбутньою небільшовицькою Росією.
- Підкреслення ключової ролі України, козаків Дону, Кубані, Терщини у створенні  Всеросійської федерації, кінцевою метою якої буде відновлення великої федеративної Росії.
- Забезпечення економічно-культурного розвитку українського народу на засадах національно-державної самобутності.
- Заклик до об'єднання всіх українців і громадян для захисту майбутнього України та Росії, підтримку громадян і козаків України

## Наслідки
Скоропадський згадував, що він вбачав у майбутній федеративній державі союз, за якого Україна розквітла б, відродила культуру та мову та почала стрімко розвиватись.
Федеративна грамота мала значні наслідки для політичного та соціального розвитку України в період міжвоєнного часу:
Політичні зрушення: Грамота спричинила зміни у внутрішній політиці України, спрямовані на встановлення федеративних відносин із майбутньою демократичною Росією. Це стало спробою Скоропадського знайти компроміс з опозицією та міжнародним співтовариством після літніх подій 1918 року та співпраці з Центральними державами
Міжнародні відносини: Грамота була спрямована на встановлення зв'язків з Антантою та іншими країнами через федеративний підхід до відносин із Росією. Це викликало підозри та недовіру до України з боку Антанти, оскільки остання ставила під сумнів суверенітет України.
Соціокультурні наслідки: Грамота спричинила реакцію українського суспільства, акцентуючи увагу на національно-державній самобутності та ролі України у майбутній федерації. Це також підкреслювало необхідність врегулювання внутрішніх суперечностей та підтримки відновлення Росії як міцної держави
Внутрішнополітинчі наслідки: Грамота прискорила початок Антигетьманського повстання, призвела до швидкого розвитку та поширення кола його учасників та приходу до влади Директорії УНР
Історична оцінка: Грамота отримала різну історичну оцінку: одні вважають її спробою збереження Української Держави та стабілізації політичної ситуації, інші – зрадою ідеалів української незалежності на користь федеративних зв'язків з Росією.